# إلونكا دانين
إلونكا دنين (بالإنجليزية:Elonka Dunin) ولدت في 29 ديسمبر عام 1958) هي مطورة ألعاب أمريكية تعمل حالياً في شركة « سيميوترونيك Simutronics » (شركة لألعاب الإنترنت تقع في سانت لويس، ميزوري) وعالمة تشفير.
هي أحد المؤسسين لـ «الرابطة الدولية لمطوري الألعاب International Game Developers Association » .
قامت بتأليف كتاب عن تشفير الرسائل الكلاسيكي (classical Cryptography) و قد قامت بإلقاء عدة محاضرات عن علم التشفير.

## السيرة الذاتية
ولدت في سانتا مونيكا، كاليفورنيا و هي الأكبر من طفلين لـ ستانلي دنين - رياضياتي بولندي أمريكي - و إلسي دنين و هي كرواتية أمريكية عالمة بـ علم الأعراق في جامعة كاليفورنيا، لوس أنجلوس .
تخرجت من 1976 من مدرسة « University High School » الثانوية في لوس أنجلوس ، ثم التحقت بـ جامعة كاليفورنيا، لوس أنجلوس و تخصصت في علم الفلك لمدة سنة واحدة تقريباً ، بعد ذلك التحقت بـ القوات الجوية الأمريكية لتعمل بوصفها فنية إلكترونيات الطيران في المملكة المتحدة وكاليفورنيا .

## ألعاب الإنترنت
في 1990 انتقلت إلى سانت لويس، ميزوري و بدأت العمل لـ شركة « سيميوترونيك Simutronics » ، قامت الشركة بإطلاق موقعها الإلكتروني الخاص play.net في عام 1997 ، حيث كانت دنين تعمل كـ مديرة عامة لألعاب الإنترنت حيث تدير مجتمع سيميوترونيك على الإنترنت. دنين كانت مديرة الإنتاج للعبة « GemStone III » (و هي لعبة تقمص الأدوار على الإنترنت ) ، و كانت المنتجة التنفيذية للعبة « Alliance of Heroes » (و هي لعبة جماعية مستندة على مسلسل هرقل : الرحلات الأسطورية وزينا: الأميرة المحاربة ) .
كما عملت أيضاً على عدة ألعاب أخرى لشركة سيميوترونيك مثل « CyberStrike » و « DragonRealms » و « Hero's Journey » .

## وصلات خارجية
- موقعها الإلكتروني